# Georg Lunge
Georg Lunge (Breslavia, 15 settembre 1839 – Zurigo, 3 gennaio 1923) è stato un chimico tedesco.

## Biografia
Studiò all'università di Heidelberg, dove fu allievo di Robert Bunsen, e all'università di Breslavia, laureandosi in quest'ultima università nel 1859 dopo essere stato seguito da Ferdinand Cohn. Dopo la laurea si dedicò alla chimica tecnica, direttore tecnico di alcune industrie chimiche in Germania e in Inghilterra.
Fu nominato professore di chimica tecnica al Eidgenössische Technische Hochschule Zürich (Politecnico di Zurigo) nel 1876. I contributi originali di Lunge hanno interessato un campo molto vasto; Lunge si è infatti interessato sia ai processi tecnici che alla chimica analitica. Scrisse inoltre numerosi lavori scientifici. Si dedicò fra l'altro al perfezionamento del metodo di produzione del carbonato di sodio, del cloro, dell'acido solforico e dell'acido nitrico. Introdusse il metilarancio nelle titolazioni acidimetriche. Introdusse il nitrometro per l'analisi rapida dei nitrati.

## Opere
- Die Industrie des Steinkohlenteers und des Ammoniaks. Braunschweig : Vieweg, 1912
- Taschenbuch für die anorganisch-chemische Grossindustrie. Berlin : J. Springer, 1914
- Technical Gas-Analysis. Leipzig : Goschen'sche, 1914
- Lunge and Keanes technical methods of chemical analysis. London ; Edinburgh, 1916
- Handbuch der Schwefelsäurefabrikation und ihrer Nebenzweige. Braunschweig : Friedr, Vieweg & Sohn, 1916
- Chemische-technische Untersuchungs-methoden. Berlin : verlag von Julius Springer, 1921-1924
- Handbuch der Schwefelsaurefabrikation und ihrer Nebenzweige. Braunschweig : Friedr, Vieweg & Sohn